# Ulveham
Ulveham (pol. wilcza skóra) – singel norweskiego zespołu Gåte, wydany 12 grudnia 2023 pod nakładem wytwórni Indie Recordings jako część EP Vandrar.
Kompozycja reprezentowała Norwegię w 68. Konkursie Piosenki Eurowizji w Malmö.

## Powstanie utworu i historia wydania
Utwór skomponowali i napisali Gunnhild Sundli, Magnus Børmark, Jon Even Schärer, Marit Jensen Lillebuen, Ronny Graff Janssen oraz Sveinung Ekloo Sundli. Pełną, prawie sześciominutową wersję utworu wydano oryginalnie wyłącznie jako część EP Vandrar; po zatwierdzeniu utworu jako uczestnika norweskich preselekcji do 68. Konkursu Piosenki Eurowizji Melodi Grand Prix 2024 trzyminutowa wersja piosenki została wydana jako singel. Kompozycja rozpoczyna się kulokkiem – tradycyjną formą śpiewu używaną przez pasterzy, tradycyjnie norweskich i szwedzkich, mająca na celu przywołanie zwierząt z wysokogórskich pastwisk, w wykonaniu śpiewaczki Marit Jensen Lillebuen (1879–1975).
Tekst piosenki opiera się na średniowiecznej balladzie „Møya i ulveham” (pol. panna w wilczej skórze), odnalezionej w XIX wieku – nie jest on jednak w pełni identyczny, gdyż zwrotki utworu zostały zrestrukturyzowane. Opowiada on o historii młodej panny, której statusu „ulubienicy” w lokalnej społeczności zazdrościła macocha, po kolei zamieniająca pasierbicę w różne obiekty, co jednak nie zmieniało stosunku wspólnoty do niej; ostatecznym zaklęciem było zmienienie dziewicy w wilczycę, która zostaje wygnana daleko w las, a jedynym sposobem, w jaki może uciec, jest wypicie krwi własnego brata. Młoda dziewczyna pod postacią wilka ostatecznie spotyka swoją, wówczas ciężarną, macochę w lesie, po czym wyrywa jej serce i pije jej krew, która technicznie płynęła również przez żyły jej nienarodzonego brata, co wyzwala ją z zaklęcia. Refren utworu jest niewerbalny, bazowany na staronorweskich okrzykach.
Pod koniec stycznia 2024 organizatorzy Melodi Grand Prix 2024 odkryli, iż utwór nie spełnia kryteriów oryginalności wymaganych do udziału w konkursie; po naradzie z przedstawicielami Europejską Unią Nadawców (EBU) zdecydowano, że kulokk rozpoczynający piosenkę może pozostać w kompozycji, jednak identyczny do średniowiecznej ballady tekst będzie musiał zostać spisany od nowa; kompozycja, która później okazała się zwycięską, została wykonana po raz pierwszy w nowej aranżacji podczas finału. W wywiadzie dla ESCBubble, wokalistka zespołu Gunnihild Sundli następująco opisała przesłanie utworu: Czerpiemy inspirację z tekstu [„Møya i ulveham”] i przekazujemy esencję, jaką jest wyzwolenie i równowaga sił. Dokonuj własnych wyborów i nie daj się kontrolować nikomu innemu. Trwaj mocno w sobie, bez innych dyktujących, co powinieneś robić. Wierzymy, że jest to ważny i ponadczasowy przekaz.

## Lista utworów
| Digital download / media strumieniowe | Digital download / media strumieniowe | Digital download / media strumieniowe |
| Nr                                    | Tytuł utworu                          | Długość                               |
| ------------------------------------- | ------------------------------------- | ------------------------------------- |
| 1.                                    | „Ulveham”                             | 3:02                                  |
| 2.                                    | „Ulveham – Instrumental”              | 3:01                                  |